# Antonín Sýkora (politik)
Antonín Sýkora (* 11. dubna 1943) je český politik, počátkem 21. století poslanec Poslanecké sněmovny za ČSSD.

## Biografie
Profesně se uvádí jako technik. V komunálních volbách roku 1998 neúspěšně kandidoval do zastupitelstva města Havířov za ČSSD. Zvolen sem byl pak v komunálních volbách roku 2002 a neúspěšně sem kandidoval v komunálních volbách roku 2006. V nich sice zvolen nebyl, ale pak do zastupitelstva měl usednout jako náhradník, protože formálně zvolen byl i bývalý náměstek primátorky Martin Balšán, který byl ale krátce před volbami zavražděn. Krajský soud ale svým rozhodnutím volby zrušil a volby se opakovaly, přičemž Sýkora opět skončil jako první náhradník.
Ve volbách v roce 2002 byl zvolen do poslanecké sněmovny za ČSSD (volební obvod Moravskoslezský kraj). Byl členem sněmovního hospodářského výboru. Ve sněmovně setrval do voleb v roce 2006.
V roce 2011 uvedla Česká televize, že Sýkora patřil do lidí spojených s podezřelými transakcemi okolo privatizace společnosti Mostecká uhelná. Na švýcarský účet vedený na jméno Antonína Sýkory mělo být posláno 85 000 dolarů. Jeho syn Robert Sýkora byl přítelem Stanislava Grosse. Otec i syn Sýkorovi ovšem spojitost s provizemi při prodeji Mostecké uhelné odmítli a Antonín Sýkora popřel, že by vůbec měl nějaký účet ve Švýcarsku. Robert Sýkora byl později mužem, který prodal Grossovi třetinový podíl ve společnosti Moravia Energo, čímž bývalý premiér získal značné jmění.